# Allgemeiner Deutscher Fahrrad-Club
L'Allgemeiner Deutscher Fahrrad-Club (ADFC) est l'association des utilisateurs du vélo comme mode de déplacement en Allemagne, comme en France la Fédération française des usagers de la bicyclette (FUB).
L'ADFC, créée le 27 septembre 1979 à Brême, est membre de la Fédération européenne des cyclistes (ECF) et de l'International Mountain Bicycling Association (IMBA).

## Activités
- Prévention des vols : l'ADFC offre dans certaines régions la possibilité de faire graver son vélo, selon un système mis au point avec la police, et donne des conseils concernant la prévention des vols, les endroits sûrs où garer son vélo, les cadenas, etc.

- Circuits à vélo : l'ADFC propose à ses membres (et aux non-membres) de découvrir les communes et régions d'Allemagne sous l'angle de circuits guidés de différents niveaux de durée et de difficulté. Les programmes sont disponibles dans les antennes locales ou en téléchargement sur la version allemande de cette page.

- Partenariat : l'assureur AOK est associé à l'ADFC dans la campagne « Au boulot à vélo », pour inciter les entreprises à mettre à disposition des lieux pour se garer et des douches pour les employés qui viennent à vélo, mais aussi dans le but de décongestionner les routes.

- Voyages : certaines communes ou fédérations locales proposent des circuits guidés ou des voyages à vélos[1]. Le Dachgeber est une sous-organisation de l'ADFC, qui fonctionne sur la base de la réciprocité en offrant l'hébergement gratuit aux cyclistes en voyage. Le service « Lit & Vélo »[2], créé en 1995, est assuré aussi bien par des hôtels 5 étoiles que des auberges de jeunesses ou des terrains de camping, qui s'obligent à respecter les attentes des cyclistes.

- Conseils : dans ses centres d'informations, l'ADFC donne des conseils sur le vélo et le code de la route, des astuces pour ceux qui partent en vacances à vélo, prête des livres, des magazines, des roues et du matériel.

- Cartes routières : l'ADFC édite également des cartes[3]

- L'ADFC de Berlin organise le Circuit de l'étoile (Fahrradsternfahrt), la plus grande manifestation à vélo au monde.

- Organisation annuelle de la campagne Mit dem Rad zur Arbeit.

## Données de base
- Membres : environ 185 000 (08/2019)
- Fédérations : 16
- Antennes locales : environ 400
- Magasins et centres d'information : environ 60

## Direction
- Karsten Hübener, Président
- Heidi Wright, Présidente suppléante
- Bertram Giebeler, Président suppléant
- Birgit Kloppenburg, Trésorière
- Bernd Lemser, Assesseur